# تورف هاوس
تورف هاوس (به آلمانی: Torfhaus) یک منطقهٔ مسکونی در آلمان است که در کلاوستال-تسلرفلد واقع شده‌است.